# Mauvaisin
Mauvaisin is een gemeente in het Franse departement Haute-Garonne (regio Occitanie) en telt 249 inwoners (2004). De plaats maakt deel uit van het arrondissement Toulouse.

## Geografie
De oppervlakte van Mauvaisin bedraagt 11,3 km², de bevolkingsdichtheid is 22,0 inwoners per km².
De onderstaande kaart toont de ligging van Mauvaisin met de belangrijkste infrastructuur en aangrenzende gemeenten.

## Demografie
Onderstaande figuur toont het verloop van het inwonertal (bron: INSEE-tellingen).